# Итон (Индијана)
Итон (енгл. Eaton) град је у америчкој савезној држави Индијана.

## Демографија
По попису из 2010. године број становника је 1.805, што је 202 (12,6%) становника више него 2000. године.
| Група             | 2000.         | 2010.         |
| Белци             | 1.573 (98,1%) | 1.738 (96,3%) |
| Афроамериканци    | 0 (0,0%)      | 1 (0,1%)      |
| Азијати           | 1 (0,1%)      | 1 (0,1%)      |
| Хиспаноамериканци | 13 (0,8%)     | 33 (1,8%)     |
| Укупно            | 1.603         | 1.805         |